# Filbert Street
Filbert Street foi um estádio de futebol situado em Leicester, na Inglaterra. Inaugurado em 1891, foi utilizado pelo Leicester até 2002, quando deixou de sediar jogos oficiais. Embora seu nome oficial fosse City Business Stadium, sempre foi conhecido pelo nome do bairro em que se localizava.

## Construção
Inaugurado em 1891, o estádio consistia inicialmente em uma pequena arquibancada na parte oeste e alguns bancos de terra até 1921, quando foi construída uma arquibancada maior. Em 1927, foi erguido um novo setor, conhecido como Spion Kop e, posteriormente, apelidado Double Decker. O recorde de público foi em fevereiro de 1928, quando 47.298 torcedores acompanharam o jogo entre Leicester City e Tottenham, pela 5ª fase da Copa da Inglaterra.
Em 1940, uma bomba destruiu a seção central da arquibancada principal, que seria atingida por um incêndio em seguida. Curiosamente, prisioneiros alemães ajudaram na reconstrução do local em 1949, aumentando a capacidade para 42 mil lugares. A estreia dos refletores foi contra o Borussia Dortmund, em outubro de 1957.

## Os últimos anos do estádio
Sob o comando de Martin O'Neill, o Leicester viveu uma boa fase no futebol inglês, e foi discutida a necessidade de construir um novo estádio para abrigar um público maior. Como o Relatório Taylor exigia que os estádios ingleses teriam que passar a usar cadeiras em todos os setores, e expansões foram feitas para adequar o Filbert Street, que no entanto foram insuficientes para que o estádio continuasse funcionando como casa do Leicester City, que decidiu pela construção de sua nova praça de esportes, o King Power Stadium, em 1998. O último jogo disputado foi também entre os Foxes e o Tottenham Hotspur, que terminou com vitória do Leicester (que já estava rebaixado à segunda divisão) por 2 a 1, com Matt Piper sendo o autor do último gol da história do Filbert Street, que deixava de funcionar após 111 anos, sendo demolido em março de 2003.